# Андег
А́ндег — деревня в Заполярном районе Ненецкого автономного округа России. Образует Андегский сельсовет.

## Этимология
Общепринятой версии происхождения названия «Андег» не существует.
Краевед Александр Тунгусов считает, что Андег — возможно русифицированное ненецкое слово «нганды» — в переводе «маленькая нельма».
Вторую версию излагает У. А. Истомина: «…Первый житель случайно заехал в шарок (название небольших речек) и был поражён изобилием в ней рыбы. Удивлённый он воскликнул: „Андели, осподни!“. Слово андел (ангел) трансформировалось — в Андег».

## География
Расположена на западном берегу реки Малая Печора, в 30 км к Северу от Нарьян-Мара.
Климат
Естественное освещение
| Время местное, MSK (UTC+3)              | 20 марта | 21 июня | 23 сентября | 22 декабря |
| --------------------------------------- | -------- | ------- | ----------- | ---------- |
| Начало утренних гражданских сумерек     | 4:31     | —       | 4:17        | 8:45       |
| Восход Солнца                           | 5:26     | —       | 5:12        | —          |
| Закат Солнца                            | 17:45    | —       | 17:24       | —          |
| Завершение вечерних гражданских сумерек | 18:41    | —       | 18:20       | 14:06      |

Белые ночи — с 4 мая по 25 мая и с 17 июля по 8 августа, когда Солнце, хоть и заходит за горизонт, но не опускается ниже 6°, то есть наблюдаются только гражданские сумерки.
Полярный день — с 26 мая по 16 июля, когда Солнце не заходит за горизонт.
Полярная ночь — с 10 декабря по 2 января, когда Солнце не поднимается над горизонтом.

## История
История возникновения деревни Андег связана с Пустозерском, первым заполярным городом, основанным новгородцами в 1499 году. Одно из ранних упоминаний об Андеге относится к XVII веку. В переписной книге Пустозерского острога и уезда 1678—1679 годов воеводы Г. Я. Тухачевского селение называется «Ангох».
Жил здесь

Петрушка Васильев, сын Хабаров, с двумя сыновьями Илюшкой и Сергушкой. Второй двор Васьки Бородина был пуст, так как он жил в Пустозерском остроге у Пустозерского стрельца Юшки Олухова— Мацук, М.А. Коми край от Бориса Годунова до Петра I., 1993 г.
В последующих переписях деревня называется Андехская, Андеева, Андевская, Ангох, Андег (с 1883 года).
Наиболее значимые документы Государственного архива Архангельской области — материалы ревизий, сохранились не полностью.
К общей сводке Второй ревизии 1743 года приложен именной список лиц мужского пола Пустозерского острога, в котором указано: «По Андехской деревне — 7 душ».
В деревне издавна проживали «Хабаровы». Скорее всего это фамилия землепроходцев из Великого Устюга, которые шли «встречь солнцу» в поисках новых земель, останавливались в Пустозерске, оставались и расселялись вдоль Печоры.
По переписи 1850 г. в деревне проживало 10 семей Хабаровых, в 1918 г. — 107 жителей.
Основным занятием населения деревни всегда было рыболовство. До середины XIX века жители Андега ловили рыбу прямо около деревни. Её было много, как белой — сигов, нельмы, омулей, так и красной — сёмги. Позднее пришлось ловить её на удаленных участках: на Бродах, в Коровинской и Голодной губе, Курино Горло и др. Рыбу солили и обменивали её потом у чердынских купцов на продовольственные, промышленные и строительные товары. Склады чердынцев стояли ниже деревни на Макино. В каждом хозяйстве держали домашний скот: коров, лошадей, овец.
Начало XX века — это годы войн и революций. Участником первой мировой войны и участником Октябрьской революции 1917 года был Фенёв Тимофей Иванович. Шарапов Николай Васильевич был участником Гражданской войны на Севере и участвовал в Великой Отечественной войне 1941—1945 гг. Оба они приехали на Север в период коллективизации.
25 февраля 1930 года в Андеге была создана коммуна «Победа», организатором которой был Хабаров Диодор. Позднее его арестовали как белогвардейца и далее его судьба не известна. В 1931 году была организована Андегская рыбартель. Коммуна и рыбартель объединились в колхоз «Север». Одним из первых председателей колхоза был Хатанзейский Петр Егорович.
1941—1945 гг. на фронт из Андега ушло 45 человек. Не вернулось — 31. Андегчане воевали на Карельском, Ленинградском, Волховском, Прибалтийских и Украинских фронтах. Все вернувшиеся имели боевые награды, что подтверждают орденские книжки. Победу ковали не только на фронте, но и в тылу. Вся тяжесть легла на плечи женщин, стариков и школьников.18 человек в Андеге были награждены медалью «За доблестный труд в годы Великой Отечественной войны 1941-1945гг».
После войны колхоз крепнет и процветает. Многие годы он был миллионером. За высокие показатели доярки и рыбаки получают правительственные награды, становятся участниками ВДНХ. После перестройки колхоз развалился. В 2001 году было ликвидировано животноводство. Сейчас хозяйство называется СПК РК «Андег».
До наших дней сохранились четыре дома, возраст которых насчитывает более ста лет. Самый старый из них дом Хабарова Игната Ивановича, построенный в 1881 году. Дом строила по договорённости бригада из коми-ижемцев, они заготавливали в Коми бревна для дома и доставляли их в Андег. Дом построен из лиственницы. Сейчас он принадлежит Хабаровой Светлане Николаевне.
Следующее старое здание — бывшая Андегская Троицкая церковь, построена в 1893 году на средства местного богача Хабарова Евдокима Васильевича. Сейчас она является частью Андегской средней школы.
Третье здание — колхозный склад. На внутренней стороне двери склада сохранились надписи: «1899 г. 17 августа построен амбар. Крестьяне Архангельской губернии Печорского уезда Красноборской волости села Щельяюра Макар Захарович Филиппов». Сохранились и другие надписи.
Четвёртое здание постройки 1905 года. Он принадлежит инвалиду войны Хабарову А. В.
В Андеге есть памятник «Погибшим землякам», который был открыт в 1980 году к Дню Победы. Автор памятника Дибиков Л. П. — учитель труда.
В октябре 1982 года в деревне был открыт музей боевой и трудовой славы деревни Андег. Основателем музея была Буркова В. С. — учитель географии и биологии Андегской средней школы.
В июне 2005 года в деревне была достроена часовня в честь Святой Троицы, а 21 июня 2005 года её освятили. Организатором строительства часовни стало землячество «Андег», возглавляемое на тот период Хабаровым Сергеем Семёновичем.

## Население
| 2002 | 2010 | 2011 | 2012 | 2013 | 2016 | 2017 | 2018 | 2019 |
| ---- | ---- | ---- | ---- | ---- | ---- | ---- | ---- | ---- |
| 215  | ↘175 | ↗180 | ↘166 | ↗169 | ↗175 | ↘156 | ↗161 | ↘139 |
| 2020 | 2021 | 2023 |      |      |      |      |      |      |
| ↗140 | ↘104 | ↘97  |      |      |      |      |      |      |

По данным Избирательной комиссии Ненецкого автономного округа в деревне Андег на 14 октября 2012 года насчитывалось 166 избирателей.

## Улицы

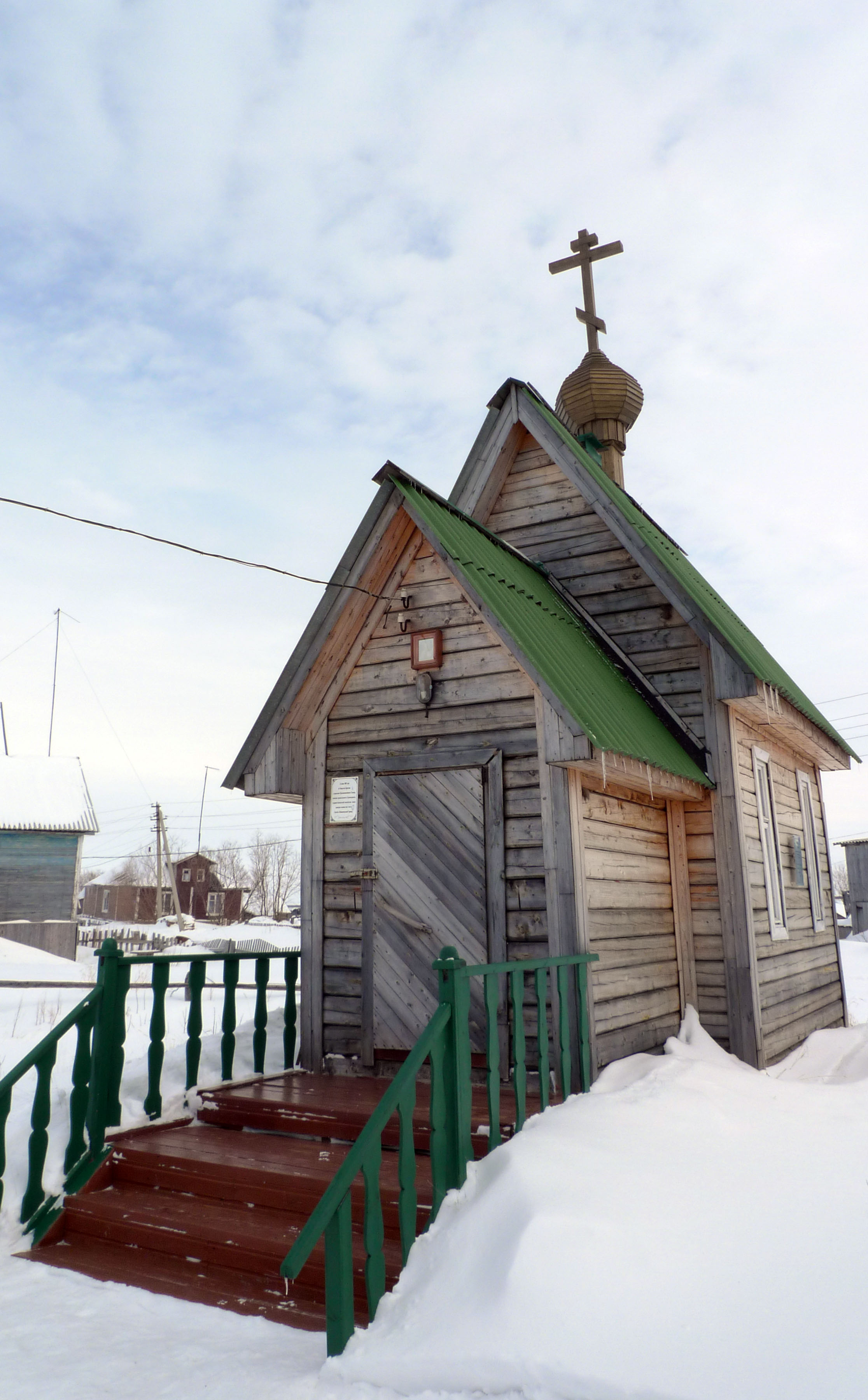
Свято-Никольская часовня в деревне Андег (Ненецкий АО)

- Ветеранская (улица)
- Лесная (улица)
- Набережная (улица)
- Озёрная (улица)
- Шарковая (улица)
- Школьная (улица)

## Уроженцы
- Хабаров, Владимир Викторович — Глава администрации Ненецкого автономного округа с марта по декабрь 1996 года .